# Severní Amerika
Severní Amerika (anglicky North America, španělsky América del Norte nebo Norteamérica, francouzsky Amérique du Nord, nizozemsky Noord-Amerika, papiamentsky Nort Amerika, grónsky Amerika Avannarleq) je světadíl nacházející se zcela na západní a severní polokouli. Je také považována za subkontinent Ameriky. Severní Amerika je ohraničená na severu Severním ledovým oceánem, na východě Atlantským oceánem, na jihu Jižní Amerikou a na západě Tichým oceánem.
Severní Amerika pokrývá území o rozloze okolo 24 709 000 km2 a je tak po první Asii a druhé Africe třetím největším světadílem na planetě Zemi, kde zaujímá 4,8 % z celkového povrchu a 16,5 % z její pevninské části. Geograficky do Severní Ameriky patří i největší ostrov světa Grónsko. Podle odhadu žilo na světadílu v červenci 2008 téměř 579 milionů lidí. Severní Amerika je čtvrtým nejlidnatějším světadílem, hned po Asii, Africe a Evropě.
V Severní Americe se nachází 23 nezávislých států a 21 závislých území. Největší zemí je Kanada a naopak nejmenší je ostrov Navassa, závislé území Spojených států.

## Poloha
Severní Amerika je 48 km širokou Panamskou šíjí napojena na Jižní Ameriku (za rozhraní obou světadílů se obvykle považuje až státní hranice mezi Panamou a Kolumbií). Z karibských ostrovů se většina přiřazuje k Severní, resp. Střední Americe. Výjimkou je souostroví Trinidad a Tobago a ostrovy spravované jihoamerickými státy. Na severozápadě je americký poloostrov Aljaška oddělen 88 km širokou Beringovou úžinou od asijské Čukotky. Na severovýchodě na americkou pevninu navazuje Kanadské arktické souostroví a Grónsko. To je odděleno 280 km širokým Dánským průlivem od Islandu, který se již řadí k Evropě (z geologického hlediska ovšem Island leží na Středoatlantském hřbetu a tedy přímo na rozhraní obou kontinentů).
Nejzazší body na pevnině:
- Nejsevernější bod: Cape Murchison na poloostrově Boothia v Kanadě (71° 50' s. š.)
- Nejjižnější bod: Punta Mariato na poloostrově Azuero v Panamě (7° 12' s. š.)
- Nejzápadnější bod: Cape Prince of Wales na Sewardově poloostrově na Aljašce (168° 05' z. d.)
- Nejvýchodnější bod: mys Charles na Labradoru v Kanadě (55° 40' z. d.)

Nejzazší body včetně ostrovů:
- Nejsevernější bod: mys Morris Jesup v Grónsku (83° 40' s. š.) je současně nejsevernějším výběžkem souše na Zemi, leží pouze asi 700 km od Severního pólu.
- Nejjižnější bod: Kokosový ostrov v Tichém oceánu pod správou Kostariky (5° 30' s. š.)
- Nejzápadnější bod: Wrangelův mys na aleutském ostrově Attu (172° 27' v. d.) (Komandorské ostrovy, které na Aleutské souostroví navazují, jsou spravované Ruskem a řadíme je tedy k Asii.)
- Nejvýchodnější bod: mys Nordostrundingen v Grónsku (11° 39' z. d.)

## Etymologie
Existuje všeobecně přijatý názor, že Amerika byla pojmenována po italském cestovateli Amerigovi Vespuccim německými kartografy Martinem Waldseemüllerem a Matthiasem Ringmannem. Vespuccci, který mezi lety 1497 a 1502 objevil Jižní Ameriku, byl první Evropan, jenž tvrdil, že Amerika není Indie, ale odlišný kontinent, Evropanům dosud neznámý. V roce 1507 Waldseemüller vytvořil mapu světa, v níž umístil slovo „America“ na světadíl Jižní Ameriky, do středu dnešní Brazílie. Původ názvu odůvodnil v doprovodné knize Cosmographiae Introductio:
| „ | ab Americo inventore … quasi Americi terram sive Americam | “ |

česky
| „ | od objevitele America … jako by to byla země Americova, tedy America | “ |

Podle Waldseemüllera by nikdo neměl námitky proti pojmenování země po jejím objeviteli. Použil latinizovanou verzi Vespucciho jména (Americus Vespucius), ale v jejím ženském tvaru „America“, následuje tak vzory „Europa“ a „Asia“.
Později, když další kartografové přidávali do map Severní Ameriku, rozšířili tak původní název. Roku 1538 Gerard Mercator užil ve své mapě světa název „America“ pro celou západní polokouli.
Odvozenina z Vespucciho jména je však podle některých problematická. Je totiž zvykem, že objevy získávají název podle příjmení svého objevitele, případně panovníka. Ricardo Palma předložil možnost, že název má původ v Amerických horách (španělsky: Serranías Amerrique), malém pohoří, které se nachází ve Střední Americe. Vespucci byl prvním, kdo objevil Jižní Ameriku a také Americké hory, což spojuje jeho objevy s těmi Kryštofa Kolumba.
Alfred E. Hudd navrhl roku 1918 teorii, že kontinent je pojmenován po velšském obchodníkovi Richardu Amerikovi z Bristolu. Ten, alespoň podle předpokladů, financoval výpravu Johna Cabota z Anglie do Newfoundlandu, uskutečněnou roku 1497. Jiná podrobně probádaná domněnka tvrdí, že Amerika je pojmenována podle španělského námořníka nesoucího staré vizigótské jméno Amairick. Podle jiné má název kořeny v jazyku původních obyvatel Ameriky.

## Užívání termínu Severní Amerika
Termín Severní Amerika zahrnuje různé definice ve shodě s polohou a kontextem. V angličtině může být pojem Severní Amerika použit pro Spojené státy americké a Kanadu. Někdy se k těmto zemím přidávají i Grónsko a Mexiko, stejně jako ostrovy nedaleko pobřeží.
V Iberoamerice a dalších částech Evropy výraz Severní Amerika označuje subkontinent Ameriku, zahrnující Kanadu, USA, Mexiko a často Grónsko, Saint Pierre a Miquelon a Bermudy.
Severní Amerika (North America) je historicky často označována jinými názvy. Španělská Severní Amerika (Místokrálovství Nové Španělsko) byla často uváděna jako Severní Amerika (anglicky však Northern America), což bylo první oficiální jméno Mexika.
Mimo Severní Ameriku se ve dvacátém století celý americký kontinent (Severní, Střední a Jižní Amerika stejně jako Karibik) označoval jednoduše jako Amerika, jeden z pěti kontinentů (dalšími čtyřmi jsou Evropa, Asie, Afrika a Austrálie).

## Geografie
V Severní Americe lze vzhledem k její severojižní orientaci nalézt velmi různorodé typy podnebí. V oblasti Hudsonova zálivu a arktických ostrovů vládne polární klima tundry, jež směrem na jih přechází postupně v mírný pás, zaujímající většinu území Spojených států amerických. Pro Kordillery je typické vysokohorské klima ovlivňující i přilehlé kraje. Pouště a polopouště zaujímají jih Spojených států a severní provincie Mexika, dále na jih pak začínají subtropy a tropy. Na klimatické podmínky ostrovů mají kromě polohy silný vliv mořské proudy.

## Geologie

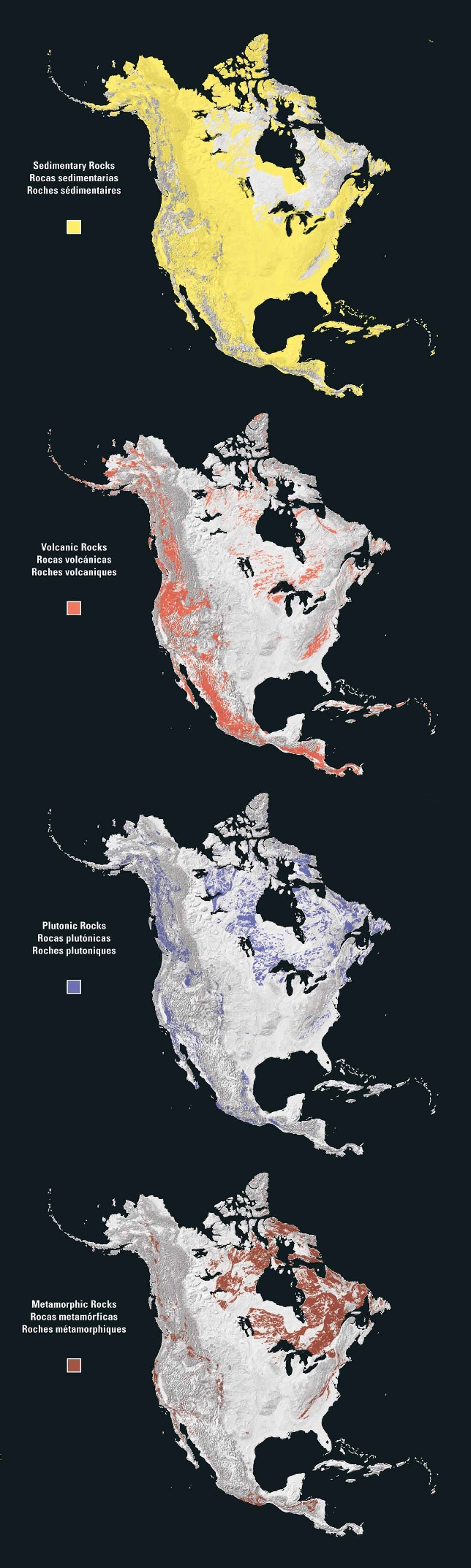
Výskyt sedimentárních, vyvřelých, plutonických a metamorfovaných hornin

### Geologie Kanady
Geologicky je Kanada jedním z nejstarších regionů na Zemi. Více než polovina jejího území se skládá z prekambrických hornin, které jsou nad mořskou hladinou od počátku paleozoika. Kanadské zdroje nerostů jsou rozmanité a velmi rozsáhlé. Napříč Kanadským štítem se nacházejí velké zásoby železa, niklu, zinku, mědi, zlata, olova, molybdenu a uranu. V arktické oblasti se začala rozvíjet také těžba diamantů, což Kanadu činí jedním z největších světových producentů. Po celém Kanadském štítu se nachází obce zaměřené na těžbu těchto nerostů – největší a nejznámější je Sudbury v Ontariu. Oblast Sudbury se však od běžného procesu formování nerostů ve štítu liší. Existuje totiž množství důkazů potvrzujících, že Sudburyjská pánev je starý impaktní kráter. Nedaleká, ale méně známá Temagamijská magnetická anomálie (nazývaná také Wanapiteiská anomálie) se Sudburyjské pánvi nápadně podobá. Vzhledem k podobnosti magnetických anomálií by mohlo jít o druhý na kovy bohatý kráter. Kanadský štít je pokryt také rozlehlými boreálními lesy, jejichž těžba je významným průmyslovým odvětvím v Kanadě.

### Geologické oblasti USA
Kontinentální Spojené státy americké se dají rozdělit na pět fyzickogeografických oblastí:
1. Kordillery
2. Kanadský štít
3. stabilní plošina
4. přímořská rovina
5. Apalačský orogenetický pás

Geologie Aljašky se podobá té Kordiller, zatímco hlavní ostrovy Havaje sestávají z vulkánů z období neogénu, jejichž magma pochází z horké skvrny.

### Geologie Střední Ameriky
Střední Amerika je geologicky aktivní oblast, kde občas dochází k zemětřesením. Roku 1976 zasáhlo Guatemalu velké zemětřesení, jež zabilo asi 23 000 lidí. Managua, hlavní město Nikaraguy, bylo postiženo zemětřeseními v letech 1931 a 1972, to druhé z nich mělo na svědomí okolo 5000 životů. Salvador byl zničen třemi zemětřeseními, jedním roku 1986 a dvěma roku 2001, v severní a střední Kostarice zabilo zemětřesení roku 2009 nejméně 34 lidí. Ve stejném roce postihlo Honduras silné zemětřesení, které si vyžádalo sedm životů.
Sopečné erupce jsou zde také běžné. V roce 1968 došlo k erupci sopky Arenal, která způsobila smrt celkem 87 lidí. Úrodné půdy ze zvětralé lávy umožňují udržovat husté zalidnění v zemědělsky produktivních vysočinách.
Ve Střední Americe se nachází množství pohoří. Největšími z nich jsou Sierra Madre de Chiapas, Cordillera Isabelia a Cordillera de Talamanca. Mezi pohořími se rozkládají úrodná údolí vhodná pro obyvatelstvo. Většina populace Hondurasu, Kostariky a Guatemaly žije v údolích. Tyto oblasti jsou příznivé také pro pěstování kávy, fazolí a dalších plodin.

## Demografie
Převažující jazyky v Severní Americe jsou angličtina, španělština a francouzština. Termín Angloamerika je používán pro označení anglicky mluvících zemí Ameriky, jmenovitě jsou to Spojené státy a Kanada (kde jsou oficiální zároveň angličtina a francouzština), ale někdy také Belize a části Karibiku. Termín Latinská Amerika se týká dalších území v Americe (i jihu Spojených států), kde románské jazyky, odvozené z latiny, tedy španělština a portugalština (francouzsky mluvící země obvykle zahrnuty nejsou) převládají. Jedná se o další země Střední Ameriky (ne vždy Belize), části Karibiku (mimo nizozemsky, anglicky či francouzsky mluvící území), Mexiko a většinu Jižní Ameriky (vyjímaje Guyanu, Surinam, Francouzskou Guyanu a Falklandské ostrovy).
Francouzský jazyk hrál v dějinách Severní Ameriky důležitou roli a v některých regionech zůstává hlavním komunikačním prostředkem. Kanada je oficiálně dvoujazyčná – francouzština je oficiální jazyk kanadské provincie Québec, kde jí mluví 95% lidí jako svým prvním nebo druhým jazykem, a je spolu s angličtinou oficiální řečí v provincii Nový Brunšvik. Dalšími francouzsky mluvícími oblastmi jsou provincie Ontario, provincie Manitoba, Francouzské Antily a Saint Pierre a Miquelon, stejně tak jako americká Louisiana, kde je francouzština úředním jazykem. Haiti je v této skupině zahrnuto kvůli historickému svazku, ale obyvatelé hovoří jak běžnou francouzštinou, tak i kreolizovanou francouzštinou. Podobně se kreolizované jazyky vyskytují i na Svaté Lucii a Dominice.
Hospodářsky jsou Kanada a Spojené státy nejbohatšími a nejrozvinutějšími zeměmi na světadílu, hned za nimi je Mexiko, nově industrializovaná země. Státy Střední Ameriky a Karibiku jsou na různé úrovni ekonomického a lidského rozvoje. Například malé karibské ostrovní země jako Barbados, Trinidad a Tobago a Antigua a Barbuda mají vyšší HDP na obyvatele než Mexiko. To je způsobeno jejich menší populací. Panama a Kostarika mají významně vyšší index lidského rozvoje a HDP než zbytek států Střední Ameriky.
Etnicky je Severní Amerika zcela svébytný kontinent. Třemi hlavními etnickými skupinami jsou běloši, černoši a míšenci. Z ostatních méně početných skupin mají největší význam indiáni a Číňané.
Sociálně a kulturně představuje Severní Amerika dobře definovaný celek. Kanada a Spojené státy sdílejí kulturu a podobné tradice, což je výsledkem toho, že obě země jsou bývalé britské kolonie. Kvůli silným ekonomickým a historickým vazbám se mezi těmito dvěma národy vyvinul společný kulturní a ekonomický trh. Španělsky mluvící část Severní Ameriky sdílí společnou minulost jako dřívější španělské kolonie. V Mexiku a zemích Střední Ameriky, kde se vyvíjely civilizace jako Mayové, zachovávají původní obyvatelé tradice i navzdory moderní době. Střední Amerika a španělsky mluvící státy karibských ostrovů mají historicky více společného díky zeměpisné blízkosti a faktu, že na Španělsku získaly nezávislost.
Severní Mexiko, hlavně v městech Monterrey, Tijuana, Ciudad Juárez a Mexicali, je silně ovlivněno kulturou a životním stylem Spojených států. Z těchto uvedených měst může být na Monterrey pohlíženo jako na nejvíce amerikanizované město v Severní Americe. Přistěhovalectví do USA a Kanady zůstává podstatným rysem mnoha států blízko jižní hranice Spojených států. Anglofonní karibské státy zažily úpadek Britského impéria, jeho vlivu na region a nahrazení ekonomickým vlivem Severní Ameriky. Tento vliv je zapříčiněn částečně nízkou populací (méně než 200 000) anglofonních karibských zemí a také faktem, že emigranti z těchto zemí v zahraničí jsou početnější než obyvatelstvo zůstávající doma.

### Populace
Nejvíce zalidněnou zemí v Severní Americe jsou Spojené státy americké s 327 606 020 lidmi. Za USA následuje Mexiko s 112 322 757 lidmi. Patří tak mezi země udržující si populaci okolo 100 miliónů lidí. Kanada je s populací 32 623 490 na místě třetím. Většina ze států Karibských ostrovů má národní populaci pod jeden milion obyvatel, ačkoliv Kuba, Dominikánská republika, Haiti, Portoriko - teritorium Spojených států amerických, Jamajka a Trinidad a Tobago mají populaci vyšší než milion.
Osm z největších deseti metropolitních oblastí je umístěno ve Spojených státech amerických. Všechny tyto metropolitní oblasti mají okolo 5,5 miliónů obyvatel a zahrnují metropolitní oblast New Yorku, metropolitní oblast Chicaga, metropolitní oblast Los Angeles a Dallas–Fort Worth metroplex. Zatímco většina největších metropolitních oblastí jsou uvnitř USA, Mexiko hostí největší metropolitní oblast podle počtu obyvatel v Severní Americe - Greater Mexico City. V Kanadě zase najdeme metropolitní území Velké Toronto, které se se svými 5,5 milióny lidmi řadí mezi deset největších. Malá vzdálenost mezi městy na hranicích Kanady - USA a Mexika - USA vede k vzestupu mezistátních metropolitních oblastí.

## Infrastruktura

### Doprava
Panamericana v Severní Americe je část sítě cest téměř 48 tisíc kilometrů dlouhých, vedoucích přes pevninské státy celého Amerického kontinentu. Délka Panamericany není přesně daná, protože vlády USA a Kanady nikdy oficiálně neoznačily specifické cesty jako části Panamericany. Naopak Mexiko má oficiálně mnoho větví, napojujících se u hranic se Spojenými státy. Maximální délka severoamerické části Panamericany je však zhruba 26 000 km.
První transkontinentální železnice ve Spojených státech byla vybudována napříč Severní Amerikou v 60. letech 19. století. Propojila železniční síť východu USA s Kalifornií na tichomořském pobřeží. Byla dokončena 10. května 1869 na Promontory Summit v Utahu a vytvořila celonárodní mechanizovanou dopravní síť, která revolucionovala obyvatelstvo a ekonomiku amerického západu, napomáhajíc přeměně na moderní dopravní systém. Spojením nesčetných východoamerických železnic s pacifickými dosáhla statusu první transkontinentální železnice a na světě nebylo většího železničního systému. Kanadská Grand Trunk Railway (GTR) dosahovala okolo roku 1867 již více než 2 055 kilometrů kolejí. Propojovala Portland, Maine a tři severní státy Nové Anglie s kanadskými atlantickými provinciemi.

### Komunikace
Mnohé státy Severní Ameriky spolupracují na sdílení telefonního systému známého jako North American Numbering Plan (NAPA). Jedná se o integrovaný systém telefonních čísel čtyřiadvaceti zemí a teritorií: Spojených států amerických a jejich teritorií, Kanady, Bermud a šestnácti karibských států.

## Regiony

### Státy a závislá území
Na severoamerickém kontinentu se nacházejí tři velké a relativně lidnaté státy:
- Kanada
- Spojené státy americké
- Mexiko

Kanada a Aljaška (která patří Spojeným státům) leží na severu kontinentu, částečně i u severního polárního kruhu. V téměř celé Aljašce a v severních částech Kanady žijí Eskymáci (Inuité).
Jižní část kontinentu, zvaná Střední Amerika, sestává ze sedmi menších států.
- Belize
- Guatemala
- Honduras
- Kostarika
- Nikaragua
- Panama
- Salvador

V Panamě je pevninská šíje, která spojuje Severní Ameriku s Jižní. Také je tam Panamský průplav, spojující Tichý oceán s Karibským mořem a Atlantikem.
V Karibském moři je řada ostrovních států v prostoru tzv. Velkých a Malých Antil. Tento ostrovní řetězec začíná od břehů Floridy a končí u jihoamerického venezuelského pobřeží.
- Antigua a Barbuda
- Bahamy
- Barbados
- Dominika
- Dominikánská republika
- Grenada
- Haiti
- Jamajka
- Kuba
- Svatá Lucie
- Svatý Kryštof a Nevis
- Svatý Vincenc a Grenadiny
- Trinidad a Tobago

Kromě nezávislých států především v Karibiku existuje řada závislých území, která jsou se svou mateřskou zemí provázána různým stupněm závislosti. Mnohá z nich mají velmi vysoký stupeň autonomie. Nadřazené politické celky těchto území jsou evropské státy a USA, které v minulosti kolonizovaly nová území:
- Dánské království
  -  Grónsko

- Spojené království Velké Británie a Severního Irska – všechny jeho americké državy mají status Zámořské území Spojeného království:
  -  Anguilla
  -  Bermudy
  -  Britské Panenské ostrovy
  -  Kajmanské ostrovy
  -  Montserrat
  -  Turks a Caicos

- Nizozemské království
  -  Aruba
  -  Curaçao
  -  Bonaire
  -  Saba
  -  Svatý Martin
  -  Svatý Eustach

- Francie
  -  Guadeloupe – zámořský departement a region DOM-ROM
  -  Martinik – zámořský departement a region DOM-ROM
  -  Saint Pierre a Miquelon – zámořské společenství COM
  -  Svatý Martin – zámořské společenství COM
  -  Svatý Bartoloměj– zámořské společenství COM

- Spojené státy americké – obě jejich území v karibské oblasti mají status ostrovní území:
  -  Americké Panenské ostrovy (území USA)
  -  Portoriko (volně přidružený stát USA)